# Waberi Hachi
Waberi Hachi (Arta, 16 aprile 1981) è un calciatore gibutiano, difensore del Kartileh DjibSat.

## Carriera

### Club
Gioca dal 2008 al 2009 al Société Immobilière de Djibouti. Nel 2009 passa al Kartileh DjibSat.

### Nazionale
Debutta in Nazionale il 22 giugno 2008, in Repubblica Democratica del Congo-Gibuti. Ha collezionato in totale, con la maglia della Nazionale, 8 presenze.